# Abhisek Baccsan
Abhisek Baccsan (Hindi: अभिषेक बच्चन, Urdu: ابہشیک بچن) (Mumbai, 1976. február 5. –) bollywoodi színész. Amitábh Baccsan és Jaya Bachchan színészek fia.

## Díjak

### Filmfaredíj
Filmfare Best Supporting Actor Award Yuva 2004 Filmfare Awards
2001: jelölés, Best Debut  – Refugee
2004: jelölés, Best Supporting Actor – Main Prem Ki Diwani Hoon
2005: jelölés, Best Villain Award Juva & díjnyertes, Best Supporting Actor – Juva
2006: jelölés, Best Actor for Bunty aur Babli & díjnyertes, Best Supporting Actor – Sarkar

## Filmek
| Év   | Film                           | Szerep                           | Megjegyzés                                                                              |
| ---- | ------------------------------ | -------------------------------- | --------------------------------------------------------------------------------------- |
| 2007 | Bhairavi                       |                                  |                                                                                         |
| 2007 | Delhi 6                        |                                  |                                                                                         |
| 2007 | Chudiyan                       |                                  |                                                                                         |
| 2007 | Jhoom Barabar Jhoom            | Rikki                            |                                                                                         |
| 2007 | Drona                          |                                  |                                                                                         |
| 2007 | Shootout at Lokhandwala        |                                  |                                                                                         |
| 2007 | Sarkar 2                       | Shankar Nagare                   |                                                                                         |
| 2006 | Guru                           | Gurukant Desai                   | 2006. december                                                                          |
| 2006 | Dhoom 2                        | ACP Jai Dixit                    |                                                                                         |
| 2006 | Umrao Jaan                     | Nawab Sultan                     |                                                                                         |
| 2006 | Lage Raho Munna Bhai           | Sunny                            |                                                                                         |
| 2006 | Kabhi Alvida Naa Kehna         | Rishi Talwar                     |                                                                                         |
| 2006 | Alag                           |                                  |                                                                                         |
| 2005 | Bluffmaster                    | Roy                              |                                                                                         |
| 2005 | Neal n' Nikki                  | Dancer in club                   |                                                                                         |
| 2005 | Home Delivery: Aapko… Ghar Tak | Customer at pizzeria             |                                                                                         |
| 2005 | Ek Ajnabee                     | Anamika's (Adult) Bodyguard      |                                                                                         |
| 2005 | Salaam Namaste                 | Dr. Vijay Kumar MDGGO / Narrator |                                                                                         |
| 2005 | Antar Mahal                    | Vrij Bhushan                     |                                                                                         |
| 2005 | Dus                            | Shashank Dheer                   |                                                                                         |
| 2005 | Sarkar                         | Shankar Nagare                   | díjnyertes, Filmfare Best Supporting Actor Award                                        |
| 2005 | Bunty aur Babli                | Rakesh/Bunty                     | jelölés, Filmfare Best Actor Award                                                      |
| 2004 | Ham tum                        | Sameer                           |                                                                                         |
| 2004 | Naach                          | Abhinav                          |                                                                                         |
| 2004 | Dhoom                          | Jai Dixit                        |                                                                                         |
| 2004 | Juva                           | Lallan                           | díjnyertes, Filmfare Best Supporting Actor Award Nominated, Filmfare Best Villain Award |
| 2004 | Phir Milenge                   | Tarun Anand                      |                                                                                         |
| 2004 | Run                            | Siddharth                        |                                                                                         |
| 2004 | Rakth                          | Guest Appearance                 |                                                                                         |
| 2003 | Zameen                         | ACP Jai                          |                                                                                         |
| 2003 | LOC Kargil                     | Lt. Vikram Batra                 |                                                                                         |
| 2003 | Kuch Naa Kaho                  | Raj                              |                                                                                         |
| 2003 | Mumbai Se Aaya Mera Dost       | Kanji                            |                                                                                         |
| 2003 | Main Prem Ki Diwani Hoon       | Prem Kumar                       |                                                                                         |
| 2002 | Om Jai Jagadish                | Jagadish Batra                   |                                                                                         |
| 2002 | Desh                           | Suprabha's son                   |                                                                                         |
| 2002 | Haan Maine Bhi Pyaar Kiya      | Shiv Kapoor                      |                                                                                         |
| 2001 | Shararat                       | Rahul Khanna                     |                                                                                         |
| 2001 | Bas Itna Sa Khwaab Hai         | Suraj Shrivastav                 |                                                                                         |
| 2000 | Tera Jadoo Chal Gaya           | Kabir Srivastav                  |                                                                                         |
| 2000 | Dhai Akshar Prem Ke            | Karan Khanna                     |                                                                                         |
| 2000 | Refugee                        | Refugee                          | jelölés, Filmfare Best Debut Award                                                      |